# Kyyjärvi
Kyyjärvi è un comune finlandese di 1196 abitanti, situato nella regione della Finlandia Centrale.